# سفارة العراق في بولندا
سفارة العراق في بولندا هي أرفع تمثيل دبلوماسي لدولة العراق لدى بولندا. تقع السفارة في وهي تهدف لتعزيز المصالح العراقية في بولندا.

## وصلات خارجية
- قائمة سفارات العراق
- قائمة السفارات في بولندا